# Michel Amandry
Pour les articles homonymes, voir Amandry.
Michel Amandry est un numismate français né le 20 septembre 1949.

## Biographie
Docteur ès lettres, Michel Amandry a été directeur du Département des Monnaies et Médailles de la Bibliothèque nationale de France de 1991 à septembre 2013.
On lui doit notamment le Dictionnaire de numismatique faisant référence dans la spécialité, de nombreux catalogues scientifiques de monnaies, ainsi que des études historiques.
Il est par ailleurs directeur d'études cumulant à l'Ecole pratique des hautes études (section des sciences historiques et philologiques).

## Distinctions
- Chevalier de la Légion d'honneur en 2012[1]
- Chevalier de l'ordre national du Mérite